# 嵯峨天皇
嵯峨天皇（日语：／ Saga Tennō；786年10月3日—842年8月24日），日本第52代天皇（809年5月18日—823年5月29日在位）。諱神野（日语：／ Kamino）。擅長書法、詩文，被列為平安時代三筆之一。他的強勢統治讓天皇的權勢有力上升，在823年退位成為治天之君到842年過世為止，共33年；他還開創弘仁、貞觀文化的文化繁榮期，藉由支持留唐的密宗大師空海，使平安時代前百年成為唐風與密教大興的文化穩固期。

## 生平
嵯峨天皇是桓武天皇的次子，為皇后藤原乙牟漏所生。他的哥哥便是前任天皇平城天皇。平城天皇即位之後，根據父親桓武天皇的遺願，將神野皇子立為皇太弟。
809年，平城天皇因病退位，由神野皇子繼位，是為嵯峨天皇。嵯峨天皇繼位後，將平城上皇的兒子高岳親王立為皇太子。但次年發生了藥子之變，平城上皇的兒子們全部被降為臣籍，高岳親王也被廢去太子之位。嵯峨天皇的異母弟大伴親王（後為淳和天皇）被立為皇太弟。因為這次事變，嵯峨天皇设置了藏人所、检非违使，改制六卫所。
嵯峨天皇在位期間是日本的太平盛世。在這個時期，宮廷文化處於全盛階段。然而事實上當時日本農業蕭條，根據《日本書紀》記載，從817年（弘仁八年）起日本連續發生七年旱災，導致了朝廷的財政困難。有效緩和財政困難。818年發佈《弘仁格》，廢除了死刑制度。
嵯峨天皇在位末期進行大刀闊斧地改革，改正墾田永年私財法，緩和了大土地的所有限制，同時設置了公營田和勅旨田等。為了減少朝廷的財政負擔，嵯峨天皇將許多庶出子女臣籍降下，以減少皇室成員。日本歷史上著名的家族源氏，便是在嵯峨天皇在位期間誕生的。
823年，嵯峨天皇讓位給三弟大伴親王（淳和天皇）、退位成上皇，但將自己的女兒嫁給淳和天皇（生子恒貞親王），並安排己子仁明天皇為淳和的皇太子。之後嵯峨上皇依舊掌握著朝廷的實權，直到842年過世，又任命女婿兼寵臣藤原良房（藤原冬嗣之子）為公卿參政。833年淳和天皇退位、仁明天皇即位，但嵯峨為安撫弟弟淳和，讓兒子仁明將恒貞親王（嵯峨的侄兒兼外孫）立為皇太子，嵯峨自己仍公平地主持政務，雖然淳和與其子恒貞親王因害怕自家地位威脅到嵯峨系統，多次請求「免去恒貞親王的太子地位、換上仁明天皇的兒子（藤原良房的女婿）」，但嵯峨上皇每次都拒絕此舉，還好言安撫他們。
840年淳和上皇過世，842年嵯峨也過世，長期希望女婿當上太子的藤原良房，在同年聯合仁明天皇將淳和上皇的兒子恒貞親王排擠掉，將仁明天皇的兒子道康親王（文德天皇）立為太子。

## 诗文書法
|  | 像爐蒼生橋梁， 少緇侶律儀疎， 法軆何久住塵 ， 心傷有餘。 |

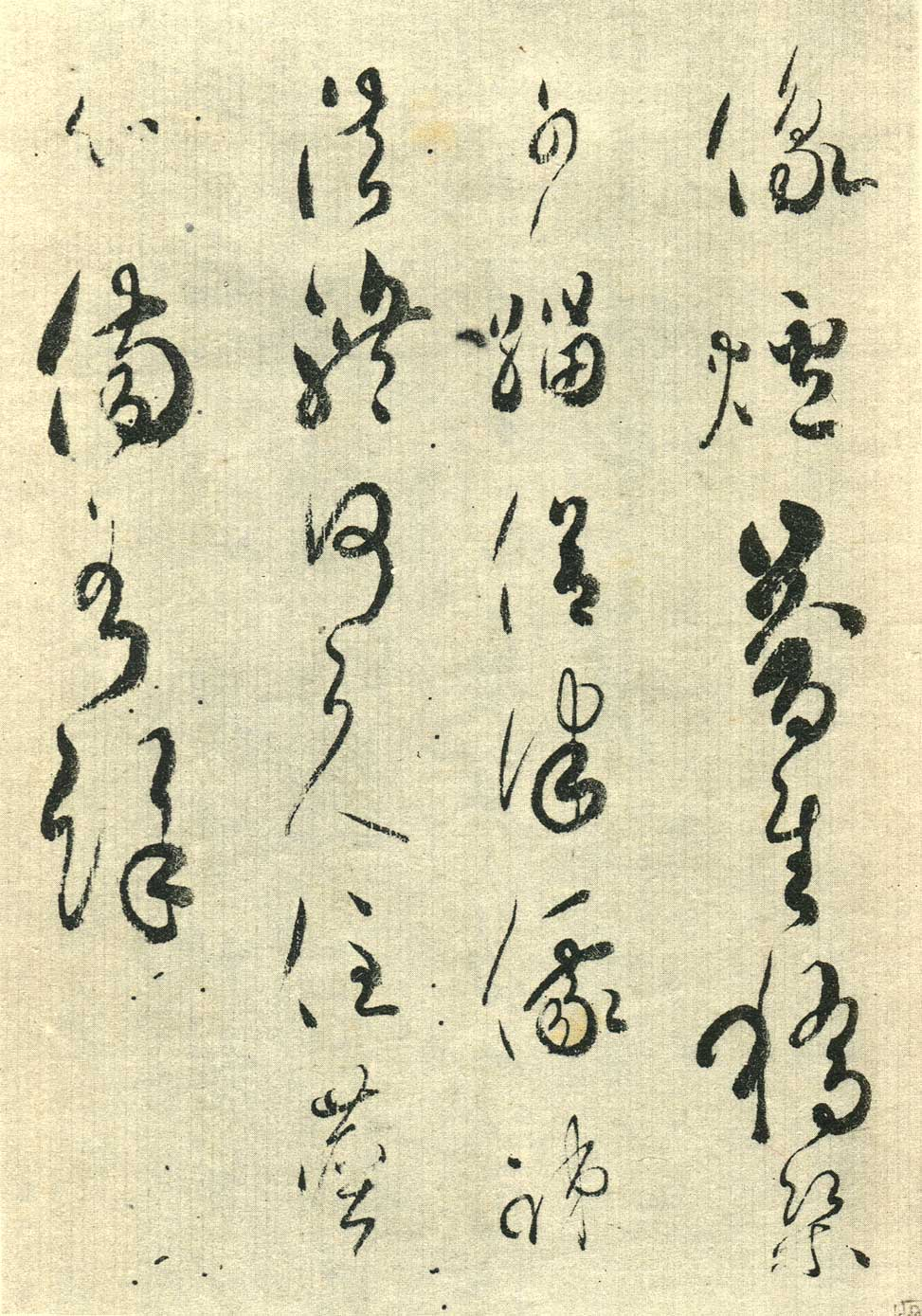
《哭最澄上人》, 嵯峨天皇在最澄死後所作。
像爐蒼生橋梁，
少緇侶律儀疎，
法軆何久住塵 ，
心傷有餘。

嵯峨天皇擅长书法，为平安时代三笔之一。其诗文、墨迹今尚有遗存。
在平安時期，中國書法對日本書法的影響力減弱，日本逐漸發展出自己獨特的風格。嵯峨天皇的作品是這個過渡時期的代表。
嵯峨天皇亦擅長於诗文，以下漢詩便是嵯峨天皇所作：
|  | 三春出獵重城外，四望江山勢圍雄。 逐兔馬蹄承落日，追禽鷹翮拂輕風。 徵船暮入連天水，明月孤懸欲曉空。 不學夏王荒此事，為思周卜遇非熊。 |

他也是花道中嵯峨御流的鼻祖。

## 系圖
|  |  | (50)桓武天皇 | (50)桓武天皇 | (50)桓武天皇 | (50)桓武天皇 | (50)桓武天皇 | (50)桓武天皇 |  |  | (51)平城天皇 | (51)平城天皇 | (51)平城天皇 | (51)平城天皇 | (51)平城天皇 | (51)平城天皇 |  |  | 高岳親王              | 高岳親王     | 高岳親王     | 高岳親王     | 高岳親王     | 高岳親王     |  |  | (在原)行平           | (在原)行平           | (在原)行平           | (在原)行平           | (在原)行平           | (在原)行平           |
|  |  | (50)桓武天皇 | (50)桓武天皇 | (50)桓武天皇 | (50)桓武天皇 | (50)桓武天皇 | (50)桓武天皇 |  |  | (51)平城天皇 | (51)平城天皇 | (51)平城天皇 | (51)平城天皇 | (51)平城天皇 | (51)平城天皇 |  |  | 高岳親王              | 高岳親王     | 高岳親王     | 高岳親王     | 高岳親王     | 高岳親王     |  |  | (在原)行平           | (在原)行平           | (在原)行平           | (在原)行平           | (在原)行平           | (在原)行平           |
|  |  |              |              |              |              |              |              |  |  | 伊予親王     | 伊予親王     | 伊予親王     | 伊予親王     | 伊予親王     | 伊予親王     |  |  | 阿保親王              | 阿保親王     | 阿保親王     | 阿保親王     | 阿保親王     | 阿保親王     |  |  | (在原)業平           | (在原)業平           | (在原)業平           | (在原)業平           | (在原)業平           | (在原)業平           |
|  |  |              |              |              |              |              |              |  |  | 伊予親王     | 伊予親王     | 伊予親王     | 伊予親王     | 伊予親王     | 伊予親王     |  |  | 阿保親王              | 阿保親王     | 阿保親王     | 阿保親王     | 阿保親王     | 阿保親王     |  |  | (在原)業平           | (在原)業平           | (在原)業平           | (在原)業平           | (在原)業平           | (在原)業平           |
|  |  |              |              |              |              |              |              |  |  | 万多親王     | 万多親王     | 万多親王     | 万多親王     | 万多親王     | 万多親王     |  |  | (54)仁明天皇          | (54)仁明天皇 | (54)仁明天皇 | (54)仁明天皇 | (54)仁明天皇 | (54)仁明天皇 |  |  |                      |                      |                      |                      |                      |                      |
|  |  |              |              |              |              |              |              |  |  | 万多親王     | 万多親王     | 万多親王     | 万多親王     | 万多親王     | 万多親王     |  |  | (54)仁明天皇          | (54)仁明天皇 | (54)仁明天皇 | (54)仁明天皇 | (54)仁明天皇 | (54)仁明天皇 |  |  |                      |                      |                      |                      |                      |                      |
|  |  |              |              |              |              |              |              |  |  | (52)嵯峨天皇 | (52)嵯峨天皇 | (52)嵯峨天皇 | (52)嵯峨天皇 | (52)嵯峨天皇 | (52)嵯峨天皇 |  |  | 有智子内親王          | 有智子内親王 | 有智子内親王 | 有智子内親王 | 有智子内親王 | 有智子内親王 |  |  |                      |                      |                      |                      |                      |                      |
|  |  |              |              |              |              |              |              |  |  | (52)嵯峨天皇 | (52)嵯峨天皇 | (52)嵯峨天皇 | (52)嵯峨天皇 | (52)嵯峨天皇 | (52)嵯峨天皇 |  |  | 有智子内親王          | 有智子内親王 | 有智子内親王 | 有智子内親王 | 有智子内親王 | 有智子内親王 |  |  |                      |                      |                      |                      |                      |                      |
|  |  |              |              |              |              |              |              |  |  |              |              |              |              |              |              |  |  | (源)信 〔嵯峨源氏〕   |              |              |              |              |              |  |  |                      |                      |                      |                      |                      |                      |
|  |  |              |              |              |              |              |              |  |  |              |              |              |              |              |              |  |  |                       |              |              |              |              |              |  |  |                      |                      |                      |                      |                      |                      |
|  |  |              |              |              |              |              |              |  |  |              |              |              |              |              |              |  |  | (源)融 〔嵯峨源氏〕   |              |              |              |              |              |  |  |                      |                      |                      |                      |                      |                      |
|  |  |              |              |              |              |              |              |  |  |              |              |              |              |              |              |  |  |                       |              |              |              |              |              |  |  |                      |                      |                      |                      |                      |                      |
|  |  |              |              |              |              |              |              |  |  |              |              |              |              |              |              |  |  | (源)潔姫 (藤原良房妻) |              |              |              |              |              |  |  |                      |                      |                      |                      |                      |                      |
|  |  |              |              |              |              |              |              |  |  |              |              |              |              |              |              |  |  |                       |              |              |              |              |              |  |  |                      |                      |                      |                      |                      |                      |
|  |  |              |              |              |              |              |              |  |  | (53)淳和天皇 | (53)淳和天皇 | (53)淳和天皇 | (53)淳和天皇 | (53)淳和天皇 | (53)淳和天皇 |  |  | 恒貞親王              | 恒貞親王     | 恒貞親王     | 恒貞親王     | 恒貞親王     | 恒貞親王     |  |  |                      |                      |                      |                      |                      |                      |
|  |  |              |              |              |              |              |              |  |  | (53)淳和天皇 | (53)淳和天皇 | (53)淳和天皇 | (53)淳和天皇 | (53)淳和天皇 | (53)淳和天皇 |  |  | 恒貞親王              | 恒貞親王     | 恒貞親王     | 恒貞親王     | 恒貞親王     | 恒貞親王     |  |  |                      |                      |                      |                      |                      |                      |
|  |  |              |              |              |              |              |              |  |  | 葛原親王     | 葛原親王     | 葛原親王     | 葛原親王     | 葛原親王     | 葛原親王     |  |  | (平)高棟              | (平)高棟     | (平)高棟     | (平)高棟     | (平)高棟     | (平)高棟     |  |  | 惟範                 | 惟範                 | 惟範                 | 惟範                 | 惟範                 | 惟範                 |
|  |  |              |              |              |              |              |              |  |  | 葛原親王     | 葛原親王     | 葛原親王     | 葛原親王     | 葛原親王     | 葛原親王     |  |  | (平)高棟              | (平)高棟     | (平)高棟     | (平)高棟     | (平)高棟     | (平)高棟     |  |  | 惟範                 | 惟範                 | 惟範                 | 惟範                 | 惟範                 | 惟範                 |
|  |  |              |              |              |              |              |              |  |  |              |              |              |              |              |              |  |  | 高見王                | 高見王       | 高見王       | 高見王       | 高見王       | 高見王       |  |  | (平)高望〔桓武平氏〕 | (平)高望〔桓武平氏〕 | (平)高望〔桓武平氏〕 | (平)高望〔桓武平氏〕 | (平)高望〔桓武平氏〕 | (平)高望〔桓武平氏〕 |
|  |  |              |              |              |              |              |              |  |  |              |              |              |              |              |              |  |  | 高見王                | 高見王       | 高見王       | 高見王       | 高見王       | 高見王       |  |  | (平)高望〔桓武平氏〕 | (平)高望〔桓武平氏〕 | (平)高望〔桓武平氏〕 | (平)高望〔桓武平氏〕 | (平)高望〔桓武平氏〕 | (平)高望〔桓武平氏〕 |
|  |  |              |              |              |              |              |              |  |  | (良岑)安世   | (良岑)安世   | (良岑)安世   | (良岑)安世   | (良岑)安世   | (良岑)安世   |  |  | 遍昭                  | 遍昭         | 遍昭         | 遍昭         | 遍昭         | 遍昭         |  |  | 素性                 | 素性                 | 素性                 | 素性                 | 素性                 | 素性                 |
|  |  |              |              |              |              |              |              |  |  | (良岑)安世   | (良岑)安世   | (良岑)安世   | (良岑)安世   | (良岑)安世   | (良岑)安世   |  |  | 遍昭                  | 遍昭         | 遍昭         | 遍昭         | 遍昭         | 遍昭         |  |  | 素性                 | 素性                 | 素性                 | 素性                 | 素性                 | 素性                 |

## 家族
- 父：桓武天皇（737-806）
- 母：藤原乙牟漏（760-790，威瑞應祥皇后）：藤原良繼之女
- 皇后：橘嘉智子（786-850，檀林皇后）：橘清友之女
- 妃：
  - 高津內親王（?-841）：桓武天皇之女
  - 多治比高子（788-826）：多治比氏守之女
- 夫人：藤原緒夏（?-855）：藤原內麻呂之女
- 女御：
  - 百濟王貴命（?-851）：百濟王俊哲之女
  - 百濟王慶命（?-849）：百濟王教俊之女
  - 大原淨子（?-841）：大原家繼之女
- 更衣：
  - 飯高宅刀自：飯高岳足之女
  - 秋篠高子（一說名康子、京子）：秋篠安人之女
  - 山田近子
- 掌侍：
  - 菅原閑子
- 女嬬：當麻氏：當麻治田麻呂之女

- 宮人：
  - 交野女王：山口王之女、天武天皇玄孫女
  - 高階河子：高階淨階之女、長屋王後代
  - 布勢武藏子
  - 橘春子
  - 笠繼子：笠縫或笠仲守之女
  - 大原全子：大原真室之女
  - 內藏影子：內藏高守之女
  - 文室文子：文室久賀麻呂之女、天武天皇玄孫女
  - 大中臣岑子：藤原有統之妾
  - 長岡氏：長岡岡成之女、桓武天皇孫女
  - 廣井氏：廣井弟名之女
  - 安倍氏：安倍楊津之女
  - 上毛野氏
  - 粟田氏
  - 紀氏
  - 田中氏
  - 甘南備氏
  - 惟良氏

- 皇子：
  - 橘嘉智子：
    - 正良親王（810-850，仁明天皇）
    - 秀良親王（817-895）：彈正尹兼大宰帥

  - 廣井氏：
    - 源信（日语：源信 (公卿)）（810-868，北邊大臣）：左大臣

  - 高津內親王：
    - 業良親王（?-868）

  - 飯高宅刀自：
    - 源常（812-854，東三條左大臣）：左大臣
    - 源明（814-853，横川宰相入道/素然）：參議

  - 上毛野氏：
    - 源弘（812-863，廣幡大納言）：大納言

  - 安倍氏：
    - 源寬（813-876）：宮內卿（日语：宮内省 (律令制)）

  - 百濟王慶命：
    - 源定（815-863，四條大納言）：大納言
    - 源鎮（白雲禪師）

  - 百濟王貴命：
    - 基良亲王（?-831）
    - 忠良親王（819-876）：式部卿兼大宰帥

  - 秋篠高子：
    - 源清（日语：源清）（秋篠禪師）

  - 笠繼子：
    - 源生（821-872）：參議兼大藏卿

  - 粟田氏：
    - 源安（822-853）：備中守

  - 大原全子：
    - 源融（822-895，河原左大臣）：左大臣，嵯峨源氏之祖
    - 源勤（824-881，西七條宰相）：參議兼右兵衛督

  - 山田近子：
    - 源啓（829-869）：越前守

  - 文室文子：
    - 淳王

  - 田中氏：
    - 源澄

  - 惟良氏：
    - 源勝（?-886，竹田禪師/由蓮）

  - 長岡氏：
    - 源賢

  - 生母不詳：
    - 源繼

- 皇女：
  - 高津內親王：
    - 業子內親王（?-815）

  - 大原浄子：
    - 仁子內親王（?-889）：伊勢齋宮

  - 交野女王：
    - 有智子內親王（807-847）：賀茂齋院

  - 當麻氏：
    - 源潔姬（809-856）：藤原良房之妻
    - 源全姬（812-882）：尚侍

  - 橘嘉智子：
    - 正子內親王（810-879，良祚）：淳和天皇皇后
    - 秀子內親王（?-850）
    - 俊子內親王（?-826）
    - 芳子內親王（?-839）
    - 繁子內親王（?-865）

  - 布勢武藏子：
    - 源貞姬（810-880）
    - 源端姬（?-876）

  - 百濟王慶命：
    - 源善姬（814-?）
    - 源若姬

  - 百濟王貴命：
    - 基子內親王（?-831）

  - 山田近子：
    - 源密姬

  - 高階河子：
    - 宗子內親王（?-854）

  - 大原全子：
    - 源盈姬

  - 紀氏：
    - 源更姬

  - 內藏影子： 
    - 源神姬
    - 源容姬
    - 源吾姬

  - 甘南備氏：
    - 源聲姬

  - 文室文子：
    - 純子內親王（?-863）
    - 齊子內親王（?-853）：葛井親王之妻

  - 生母不詳：
    - 源年姬（?-874）
    - 源良姬（?-884）

## 外部連結
- 日本後紀十八十九二十廿一廿二廿三廿四廿五廿六廿七廿八
- 凌雲集

| 前任： 平城天皇 | 日本天皇 | 繼任： 淳和天皇 |